# 山棕榈
山棕榈（学名：Trachycarpus martianus）为棕榈科棕榈属下的一个种。山棕榈经常由于与棕榈长得像而被混淆。棕榈的叶鞘不会自然脱落，而山棕榈的会，且山棕榈比棕榈粗壮，掌状复叶的小叶片更多，叶柄更粗大且带倒刺。

## 扩展阅读
- 維基物種上的相關：山棕榈